# Sertula elegans
Sertula elegans là một loài thực vật có hoa trong họ Đậu. Loài này được (Salzm. ex Ser.) Kuntze miêu tả khoa học đầu tiên năm 1891.